# جوزيف كاسيدي
جوزيف كاسيدي (بالإنجليزية: Joseph Cassidy)‏ هو كاهن كاثوليكي أيرلندي، ولد في 29 أكتوبر 1933 في Charlestown, County Mayo ‏ في جمهورية أيرلندا، وتوفي في 31 يناير 2013 في بالينسلو ‏ في جمهورية أيرلندا.